# Neochthebius vandykei
Neochthebius vandykei är en skalbaggsart som först beskrevs av Knisch 1924.  Neochthebius vandykei ingår i släktet Neochthebius och familjen vattenbrynsbaggar. Inga underarter finns listade i Catalogue of Life.